# H wie Habicht
H wie Habicht ist eine romanhafte autobiografische Abhandlung der britischen Autorin Helen Macdonald. Die britische Originalausgabe mit dem Titel H is for Hawk erschien im Jahr 2014 im Jonathan Cape Verlag und umfasst 300 Seiten. Die deutsche Erstausgabe kam am 7. August 2015 im Allegria Verlag in der Übersetzung von Ulrike Kretschmer auf den Markt. Der Roman wurde 2014 u. a. mit dem Samuel-Johnson-Preis und dem Costa Book Award ausgezeichnet. Das Buch erzählt aus der Sicht der Autorin ihre Erfahrung mit der Beizjagd. Ihr Vater, Alisdair Macdonald, war ein angesehener Fotojournalist, der im Jahr 2007 plötzlich an einem Herzinfarkt starb. Im Zuge der Trauerbewältigung erwirbt die Autorin ein junges Habichtsweibchen, das sie für die Beizjagd abrichtet. Das Buch ist ein Genre-Mix aus Biographie, Autobiographie, Natur- und Tierbeschreibung, der der gegenwärtigen britischen Strömung New Nature Writing zugeordnet ist.

## Inhalt

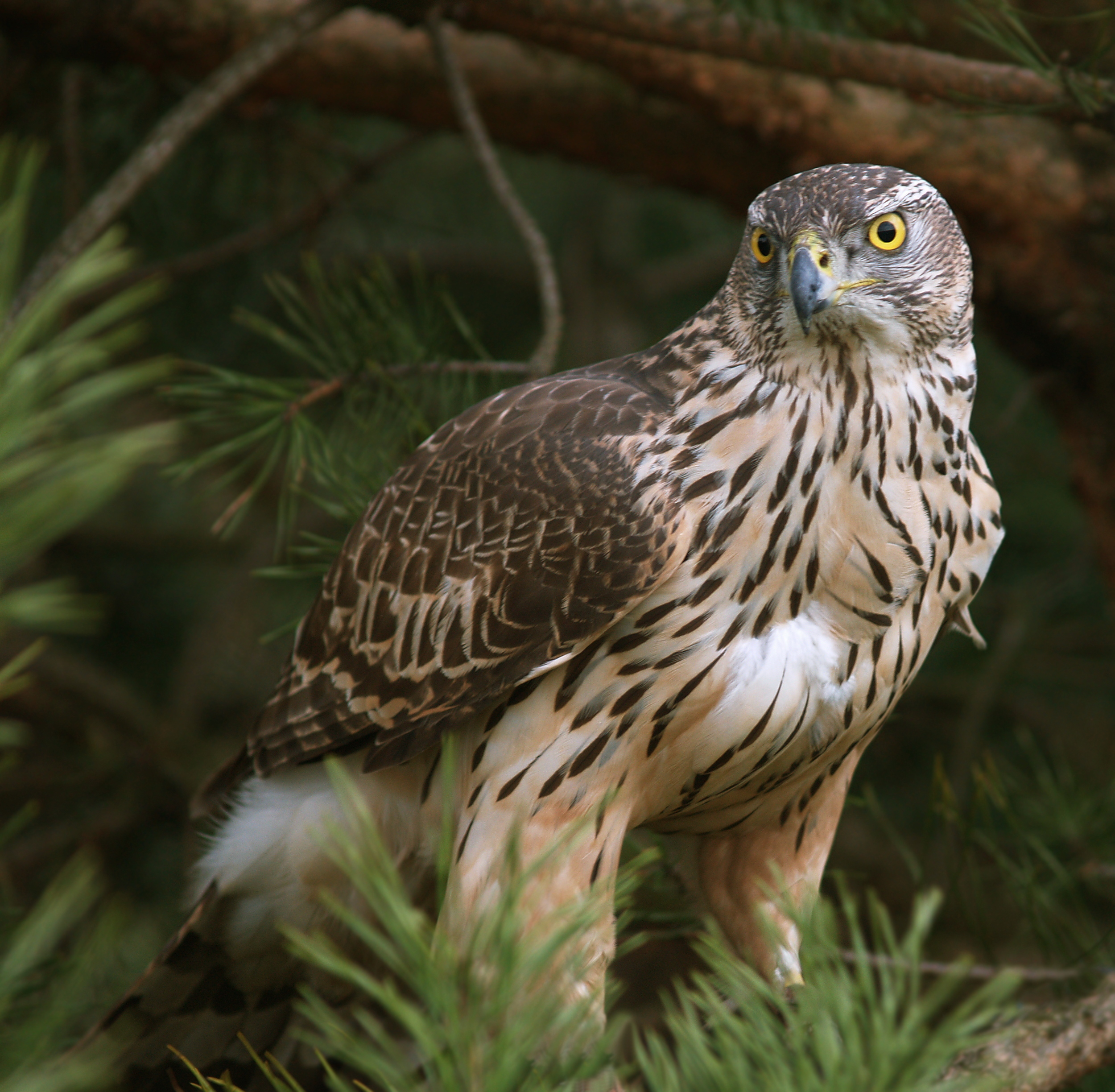
Ein Habicht: Die Hauptfigur des Buches ist das Habichtsweibchen Mabel.

Nach dem plötzlichen Tod ihres Vaters, Alisdair Macdonald, sucht die Universitätsdozentin in Cambridge und Autorin des Romans einen Weg, um ihre Trauer über den Verlust zu bewältigen. Helen Macdonald beschreibt ihren Vater in dem Buch als ihre wichtigste Bezugsperson und persönlichen Ruhepol, der durch seinen Tod eine große Lücke in ihrem Leben zurücklässt. Vater und Tochter teilen gemeinsam die Passion für die Fliegerei. Ihren Vater beschreibt die Autorin als einen Flugzeugliebhaber, insbesondere mit einem großen Interesse für die Technik der Fliegerei. Sie selbst hatte eher ein Interesse für die biologische Komponente der Fliegerei, insbesondere die der Greifvögel.
Im Alter von zwölf Jahren erwarb sie ihren ersten Falken und wollte später den Beruf des Falkners ausüben. Zu diesem Zweck eignete sie sich auch die kryptische Fachterminologie der Falknerei an. Ihr Vater unterstützte sie in ihrem ungewöhnlichen Hobby.
Als ihr Vater im Jahre 2007 starb, beschloss MacDonald, ihren Kindheitstraum wieder aufleben zu lassen und ihren eigenen Habicht abzurichten, um ihre tiefe Trauer zu bewältigen. Sie erwirbt dazu ein Habichtweibchen, das sie Mabel nennt. Ihre persönlichen Erfahrungen beim Abrichten des Habichts erzählt sie in ihrem Roman.
Den Versuch, Mabel für die Beizjagd abzurichten, beschreibt die Autorin umfangreich mit allen Erfolgen und Rückschlägen. Ihre Obsession für Mabel ist grenzenlos und sie beschäftigt sich fast nur noch mit der Ausbildung ihres Vogels. Insbesondere beschreibt sie den langwierigen Prozess der Abrichtung und die sich nur langsam einstellenden Erfolge bei der Ausbildung des Tieres. Es dauert lange, bis sie Mabel zum ersten Mal frei fliegen lassen kann. Der Höhepunkt der ersten Jagderfahrung ist es, als Mabel erfolgreich ihre erste Beute geschlagen hat und danach wieder auf dem Falknerhandschuh landet.
Der Leser lernt nebenbei die umfangreiche Falknersprache und erfährt viel über die Naturbeschreibungen hinsichtlich der Biologie des Habichts, insbesondere durch die realistischen Beschreibungen, wie der Greifvogel seine Beute jagt und tötet. Durch ihre Zusammenarbeit mit Mabel erhofft sich Macdonald, selbst wieder ihren eigenen Weg zu finden und ihre persönliche Freiheit zurückzugewinnen und somit den Tod ihres Vaters verarbeiten zu können.
Im Laufe der Zeit merkt sie allerdings, dass allein die Rückbesinnung auf die Natur sie nicht aus ihrer Situation retten kann. 
In ihrem privaten Umfeld drohen ihr die Dinge immer mehr zu entgleiten; so wurde ihr Vertrag an der University of Cambridge nicht verlängert. Eine Gastdozentur in Berlin lehnt sie ab, wodurch sie ihre Lebenshaltungskosten nicht mehr bezahlen kann und u. a. in ein kurzfristig leerstehendes Haus von Freunden ziehen muss. Auch ihr soziales Umfeld wendet sich schrittweise von ihr ab, da ihre Obsession für ihren Vogel ihr einziger Lebensinhalt wird. Einzig ihr Kontakt mit Mabel erweist sich als ihr letzter „sozialer Kontakt“. Sie verspürt keinerlei Ziele oder schmiedet irgendwelche Zukunftspläne. Langsam aber sicher kann sie zwischen ihrem eigenen und Mabels Leben immer weniger eine Grenze ziehen, diese scheinen sich immer mehr miteinander zu vereinigen.
Letztendlich entscheidet sich Helen Macdonald für eine Therapie, in der sie erkennt, dass der Naturalismus ihrer Seele zwar gut tut, aber kein Allheilmittel für ihre Trauerbewältigung und ihren Alltag ist.

## Zitate
„(...) es war eine Reise in die Unterwelt. Eine Reise an einen seltsamen, einen kalten Ort. Aber ich bin von dort als anderer Mensch zurückgekehrt. Der Habicht hat mich verändert und mich in gewisser Weise mit dem Tod versöhnt. Der Habicht war all das, was ich sein wollte: ein Einzelgänger, selbstbeherrscht, frei von Trauer und taub gegenüber den Verletzungen des Lebens.“

„Obwohl das Jahr wunderschön war – und in vieler Hinsicht auch sehr düster –, hatte ich einen schrecklichen Fehler gemacht. Ich dachte nämlich, dass ich genauso sein wollte wie mein Habicht: ganz allein, unabhängig, auf niemanden angewiesen und erfüllt von einer unbeschreiblichen Wut. All das fühlte ich natürlich wegen des Todes meines Vaters. Ich habe den Habicht als Spiegel meiner selbst benutzt und mich irgendwann mehr als Habicht gefühlt denn als mich selbst. Am Ende habe ich gelernt: Die Geschichte der Natur ist eigentlich immer unsere eigene Geschichte. Der Habicht hat mich verändert und mich in gewisser Weise mit dem Tod versöhnt.“

## Rezensionen
„Helen Macdonald ist etwas gelungen, was in der Literatur sehr selten ist: die absolut realistische Beschreibung der Beziehung eines Menschen zum Bewusstsein eines Tiers … Eine unglaubliche Leistung, und Mabel ist der Star.“

„Mit seiner Anmut, seiner überragenden, beinahe furchterregenden Eleganz fesselt dieses Buch den Leser und lässt ihn nicht mehr los. Was für eine Entdeckung!“

„Ein hellsichtiges Buch über die Interpretation der Natur durch den Menschen.“

## Preise und Auszeichnungen
- 2014: Samuel-Johnson-Preis[6]
- 2014: Costa Book Award[7]
- 2016: Prix du Meilleur livre étranger